# Technical Death Metal
Der Technical Death Metal (auch Tech Death Metal) ist ein Subgenre des Death Metals, das Elemente aus dem Progressive Rock und Jazz-Fusion in diese Musikrichtung einfließen lässt. Damit verbunden ist eine meist deutlich komplexere Struktur des Arrangements als beim klassischen Death Metal.

## Merkmale
Der Technical Death Metal baut auf Melodien auf, die Elemente von Jazz-Fusion, Progressive Rock, Death Metal und auch Grindcore enthalten. Die Riffs werden in einer tiefen Tonlage gespielt, sind jedoch des Öfteren schneller als im klassischen Death Metal. Die Bass-Gitarre wird auch oft mit der Spieltechnik Tapping gespielt.
Die Instrumentalpassagen sind größtenteils sehr schnell und abwechslungsreich. Die Lead-Gitarrenriffs sind häufig durchgehend, schnell, sich oft wiederholend und mit zahlreichen atonalen Tonfolgen versehen. Auch der Schlagzeugrhythmus ist oft in hohen Geschwindigkeiten gehalten.

## Wichtige Elemente
- Technisch anspruchsvolle und schnelle Gitarrenriffs sowie oft mit schnellem Tapping gespielte Leadgitarren
- Schnelle Blastbeats, oft Effekte wie plötzliche Senkung des Tempos
- Tiefer gutturaler Gesang
- Intensive Verwendung von Doublebass sowie Blastbeats am Schlagzeug
- Brutale und aggressive Grundstimmung
- Texte handeln meist von Zerstörung und Gewalt, z. T. Obduktionen (z. B. Necrophagist)

## Bands dieses Genres
Als Wegbereiter des Genres gelten vor allem die Bands Death, Cynic und Atheist, die um 1990 in ihren Stil Jazzelemente verarbeiteten, sowie Morbid Angel, bei denen technische Fertigkeiten im Laufe der Bandgeschichte immer größere Bedeutung erlangten. Bekannte Vertreter des Technical Death Metal sind:
- After the Burial
- Allegaeon
- Anata
- Archspire
- Beneath the Massacre
- Beyond Creation
- Blotted Science
- Brain Drill
- Cryptopsy
- Deadborn
- Decapitated
- Decrepit Birth
- Defeated Sanity
- First Fragment
- Fleshgod Apocalypse
- Fuck You and Die
- Gojira
- Gorod
- Illogicist
- Man Must Die
- Meshuggah
- Neuraxis
- Necrophagist
- Nile
- Obscura
- Origin
- Pitbulls in the Nursery
- Psycroptic
- Punish
- Rings of Saturn
- Rivers of Nihil
- Spawn of Possession
- Subconscious
- Suffocation
- The Faceless
- Theory in Practice
- Trigger the Bloodshed
- Ulcerate
- Vildhjarta
- Visceral Bleeding